# Batié, Burkina Faso
Batié este un oraș din provincia Noumbiel, Burkina Faso.